# Daniel César Felizia
César Felizia Daniel (n. San Francisco) es un deportista argentino especialista en tiro olímpico. Fue campeón suramericano en Medellín 2010.

## Trayectoria
La trayectoria deportiva de César Felizia Daniel se identifica por su participación en los siguientes eventos nacionales e internacionales:

### Juegos Suramericanos
Fue reconocido su triunfo de ser el octavo deportista con el mayor número de medallas de la selección de  Argentina en los juegos de Medellín 2010.

#### Juegos Suramericanos de Medellín 2010
Su desempeño en la novena edición de los juegos, se identificó por ser el octogésimo séptimo deportista con el mayor número de medallas entre todos los participantes del evento, con un total de 3 medallas:

- , Medalla de oro: 25 m Pistola Dispáro Rápido Hombres
- , Medalla de oro: Tiro Deportivo 25 m Pistola de Disparo Rápido Equipo Hombres
- , Medalla de bronce: Tiro Deportivo Pistola Standard 25 m Hombres